# Zigmund Suppan
Zigmund Suppan (ur. 18 stycznia 1814 r. w Kremnicy – zm. 17 lipca 1881 r. w Ostrzyhomie) – słowacki duchowny katolicki, siódmy biskup ordynariusz bańskobystrzycki w latach 1870–1871.

## Życiorys
Urodził się w 1814 roku jako syn Zigmunda Suppana Starszego i jego żony Jany z domu Fogtovej. Uczęszczał do gimnazjum w rodzinnej Kremnicy, a następnie kontynuował naukę w gimnazjum w Vác. W latach 1828–1834 studiował teologię i filozofię w Trnawie, gdzie w 1837 roku otrzymał święcenia kapłańskie. Dwa lata później uzyskał stopień naukowy doktora filozofii. Uczył w miejscowych szkołach i był dyrektorem miejscowego chóru kościelnego oraz wychowawcą dzieci i młodzieży. W 1852 roku objął posadę dyrektora gimnazjum w Trnawie. W 1855 roku otrzymał tytuł kanonika ostrzyhomskiego. 
27 czerwca 1870 roku papież Pius IX mianował go ordynariuszem bańskobystrzyckim, jednak po niespełna roku przed swoją konsekracją biskupią, zrezygnował z rządów diecezją pozostając w archidiecezji ostrzyhomskiej.
Był autorem podręczników szkolnych oraz dokonał wielu przekładów węgierskich dzieł literackich na język słowacki. Napisał krótką historię gimnazjum w Trnawie.